# Oracle
Oracle Corporation är ett av de största mjukvaruföretagen i världen. Företaget grundades 1977 av Larry Ellison, Bob Miner och Ed Oates. Oracle har omkring 164 000 anställda och omsätter nästan 50 miljarder dollar.

## Oracles databaser
Oracle erbjuder stöd för SQL, radlåsning, databasprocedurer (PL/SQL och Java), parallellexekvering (utnyttjar alla CPUer på värdmaskinen), stöd för klient/värd arkitektur (client/server), klusterarkitektur och partitionering av stora datatabeller.

## Oracles affärssystem
Oracle har såväl utvecklat egna affärssystem, som köpt upp andra på marknaden. Bland Oracles affärssystem märks:
- Oracle E-Business Suite
- PeopleSoft Enterprise
- Siebel
- JD Edwards EnterpriseOne
- JD Edwards World

Nästa generations affärssystemsvit från Oracle har fått namnet Oracle Fusion Applications, och är tänkt att på sikt ersätta ovanstående programvaror.

## Stämning
Den 12 augusti 2010 stämdes Google av Oracle som hävdade att det förekom överträdelser i upphovsrätt och patent. Vid utvecklingen av Android hävdades det att Google medvetet, direkt och upprepade gånger brutit mot Oracles Java-relaterade rättigheter.